# Грябену
Грябену (рум. Greabănu) — село у повіті Арджеш в Румунії. Входить до складу комуни Коку.
Село розташоване на відстані 128 км на північний захід від Бухареста, 20 км на захід від Пітешть, 91 км на північний схід від Крайови, 113 км на південний захід від Брашова.

## Населення
За даними перепису населення 2002 року у селі проживали 92 особи, усі — румуни. Усі жителі села рідною мовою назвали румунську.